# Angels Keep Watching Over Me
Angels Keep Watching Over Me – koncertowe DVD amerykańskiego muzyka Raya Charlesa, wydane w 2004 roku. Przedstawia ono koncert, podczas którego na scenie Charlesowi towarzyszył słynny, złożony ze 120 członków, chór Voices of Jubilation Gospel Choir z Newark w New Jersey. Angels Keep Watching Over Me ukazuje wybrane piosenki wykonane w ramach występu, w trakcie którego muzyk po raz pierwszy w życiu wykonywał świąteczne piosenki na żywo. Cały koncert na DVD ukazał się jako Ray Charles Celebrates a Gospel Christmas with the Voices of Jubilation! w 2003 roku.

## Lista utworów
1. „Nothing Gonna Stop Me”
2. „Angels Keep Watching Over Me, Pt. 1”
3. „What Kind of Man Is This”
4. „Angels Keep Watching Over Me, Pt. 2”
5. „Oh, Happy Day”
6. „Voices of Jubilation”
7. „Total Praise”
8. „Spirit”
9. „From a Distance”
10. „Rudolph the Red-Nose Reindeer”
11. „Hark! The Herald Angels Sing”
12. „America the Beautiful”